# Adelobotrys hoyosii
Adelobotrys hoyosii är en tvåhjärtbladig växtart som beskrevs av John Julius Wurdack. Adelobotrys hoyosii ingår i släktet Adelobotrys och familjen Melastomataceae.
Artens utbredningsområde är Colombia. Inga underarter finns listade i Catalogue of Life.